# Tiểu đoàn Donbas

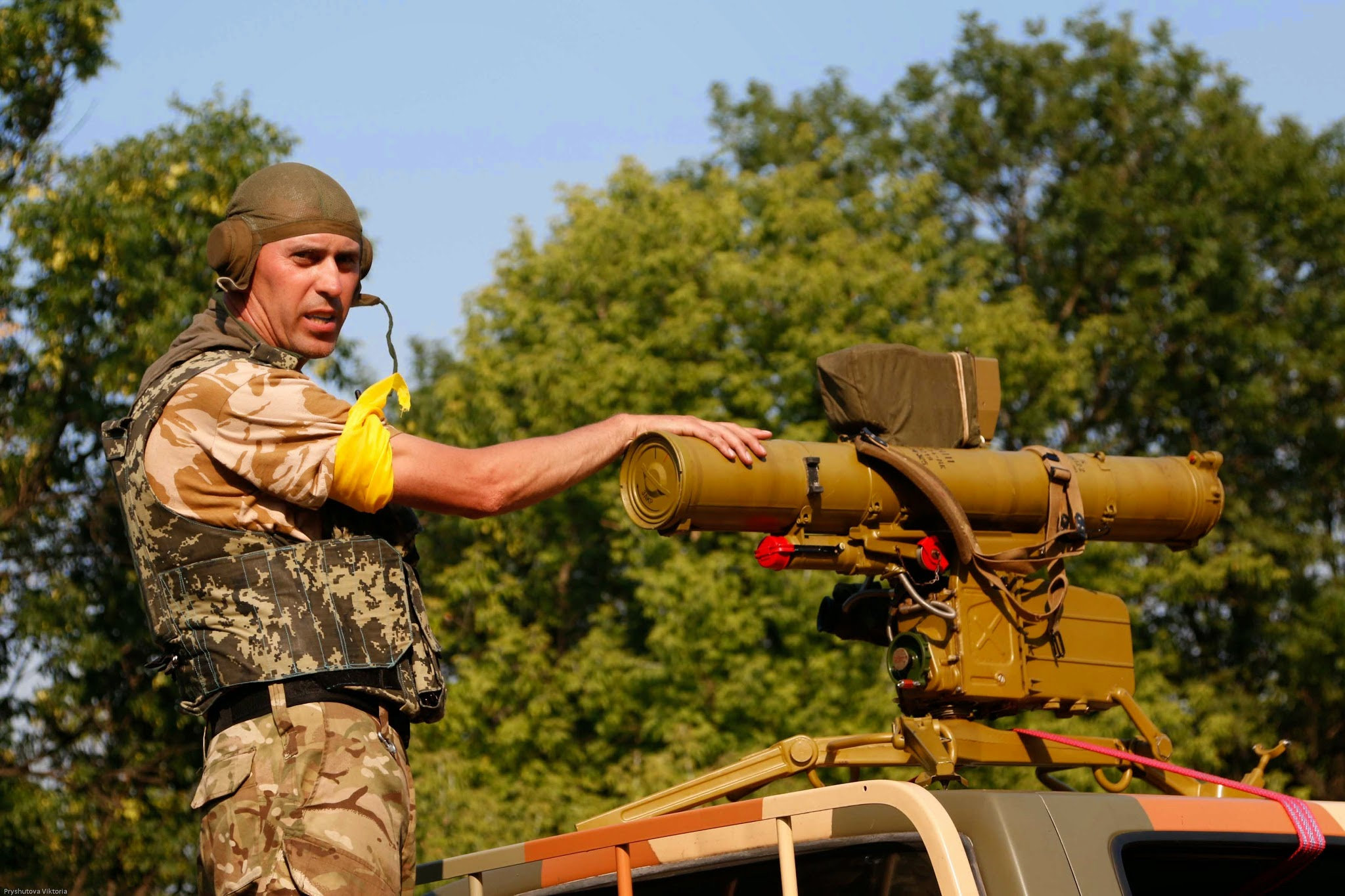
Trang thiết bị quân sự của tiểu đoàn Donbass

Tiểu đoàn Donbas (tiếng Ukraina: Батальйон Донбас, tên đầy đủ là 2-й батальйон спеціального призначення НГУ "Донбас"/2-i batalion spetsialnoho pryznachennia NHU "Donbas") là một đơn vị vũ trang của Vệ binh quốc gia Ukraina trực thuộc Bộ Nội vụ Ukraina và trước đây có trụ sở tại Severodonetsk. Đơn vị này được thành lập vào năm 2014 với tư cách là các tiểu đoàn tình nguyện Ukraina (các đơn vị tình nguyện) do Semen Semenchenko thành lập sau khi Nga chiếm đóng Crimea và những dự đoán sẽ xâm lược lên cả lãnh thổ Ukraina. Đơn vị này được thành lập vào mùa xuân trong thời kỳ bất ổn thân Nga năm 2014 ở Ukraina. Đơn vị này ban đầu được thành lập như một lực lượng độc lập, nhưng sau đó đã được sáp nhập hoàn toàn vào Vệ binh Quốc gia với tên gọi Tiểu đoàn Mục tiêu Đặc biệt số 2 "Donbas" thuộc Trung đoàn 15 của Vệ binh Quốc gia. Quân số của đơn vị này là 900 thành viên. Chỉ huy nổi bật của Tiểu đoàn này là Semen Semenchenko.

## Hoạt động

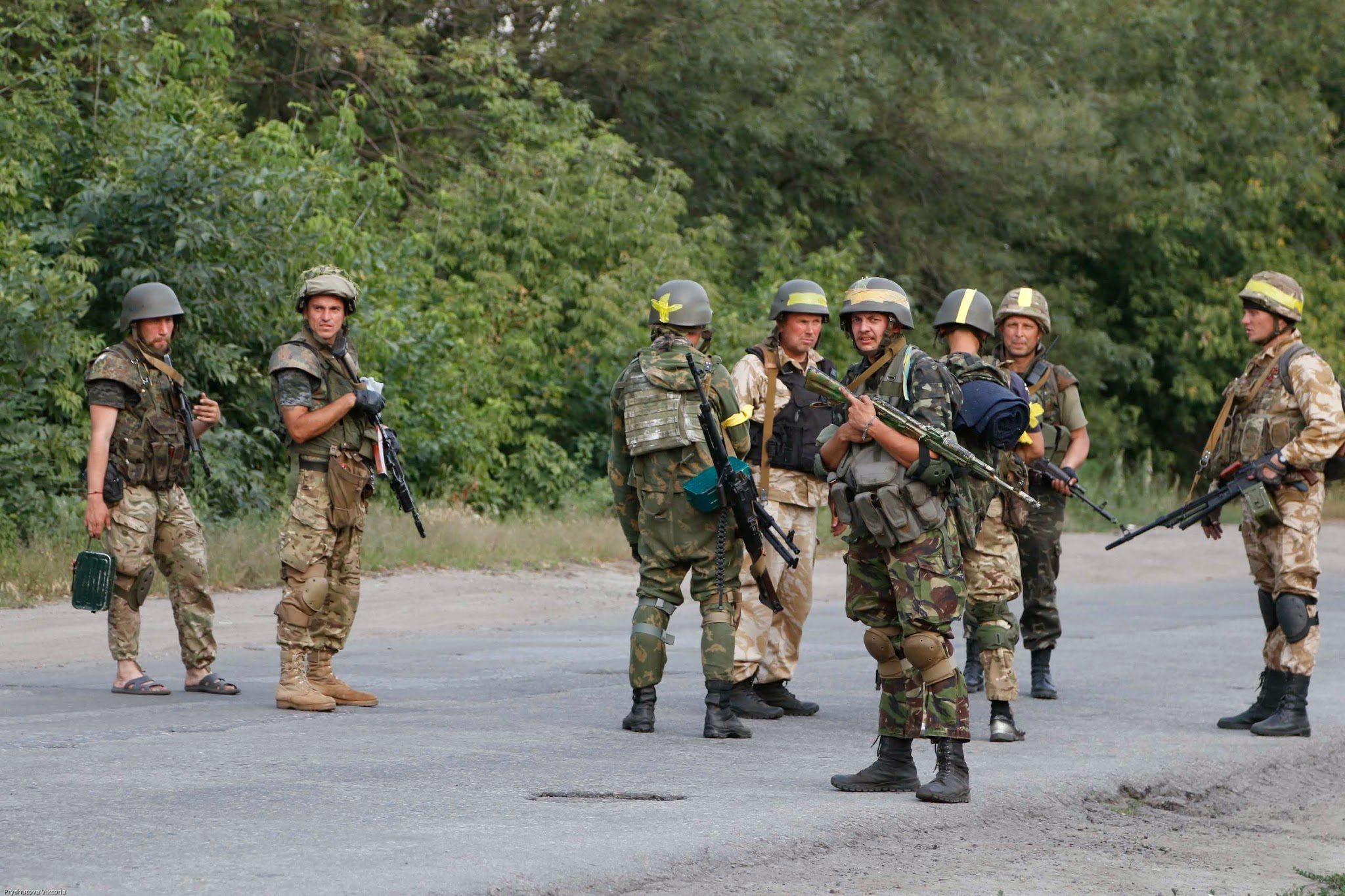
Tiểu đoàn Donbass vào năm 2014

Tiểu đoàn ban đầu được thành lập từ những người Ukraina nói tiếng Nga ở Donbas, đây những người phản đối phong trào ly khai. Lực lượng là một trong những tiểu đoàn tình nguyện Ukraina đáng chú ý nhất, được công nhận là đơn vị chiến đấu có hiệu quả cao trong cuộc chiến ở Donbas. Tiểu đoàn này được biết đến với trang phục Balaclava để che giấu danh tính của họ khỏi những người ủng hộ Nga và tạo ra cảm giác bí ẩn và đe dọa. Ông Anatoliy Vynohrodskyi là một cựu binh của tiểu đoàn tình nguyện trước đây, đã công bố ý định hồi sinh một tiểu đoàn tình nguyện cơ cấu bên ngoài Lực lượng Vệ binh Quốc gia vào tháng 10 năm 2016. Tiểu đoàn tình nguyện mới chưa bao giờ được thành lập, nhưng Vynohradskyi đã trở thành người lãnh đạo cuộc phong tỏa thương mại với các vùng lãnh thổ do Nga chiếm đóng ở miền đông Ukraina vào tháng 1 năm 2017. 
Văn phòng Cao ủy Nhân quyền Liên hợp quốc (OHCHR) báo cáo rằng vào tháng 8 và tháng 9 năm 2014, tám hoặc mười thành viên của Tiểu đoàn Donbas và Azov đã tấn công tình dục một người đàn ông bị khuyết tật về tâm thần. Sức khỏe của nạn nhân xấu đi và anh ta được đưa đến một phòng khám tâm thần. Vấn đề này đã thu hút sự chú ý của Hiệp hội Nghị viện Ukraina. Một phái bộ giám sát của Liên hợp quốc tại Ukraina đã báo cáo rằng trong trận Ilovaisk năm 2014, tiểu đoàn này đã tham gia vào những vụ việc ngược đãi và tra tấn 13 cư dân nam bị nhốt trong trường số 14 từ ngày 18 đến ngày 28 tháng 8 năm 2014 và bị đánh đập để ép cung, buộc phải thú nhận rằng họ có liên hệ với lực lượng phiến quân. Sau khi lực lượng Ukraine rút khỏi thành phố, ba thi thể thường dân địa phương đã được khai quật từ một ngôi mộ phía sau ngôi trường nơi tiểu đoàn đã đồn trú. Hai người có dấu hiệu bị thương do súng, và người thứ ba có thể đã chết do pháo kích. Theo OHCHR, năm binh lính tiểu đoàn này đã bị buộc tội cướp bóc, bắt cóc, cướp có vũ trang, tống tiền, côn đồ và sở hữu vũ khí trái phép chống lại dân thường vào năm 2016 nhưng đã được thả ra.

## Chú thích

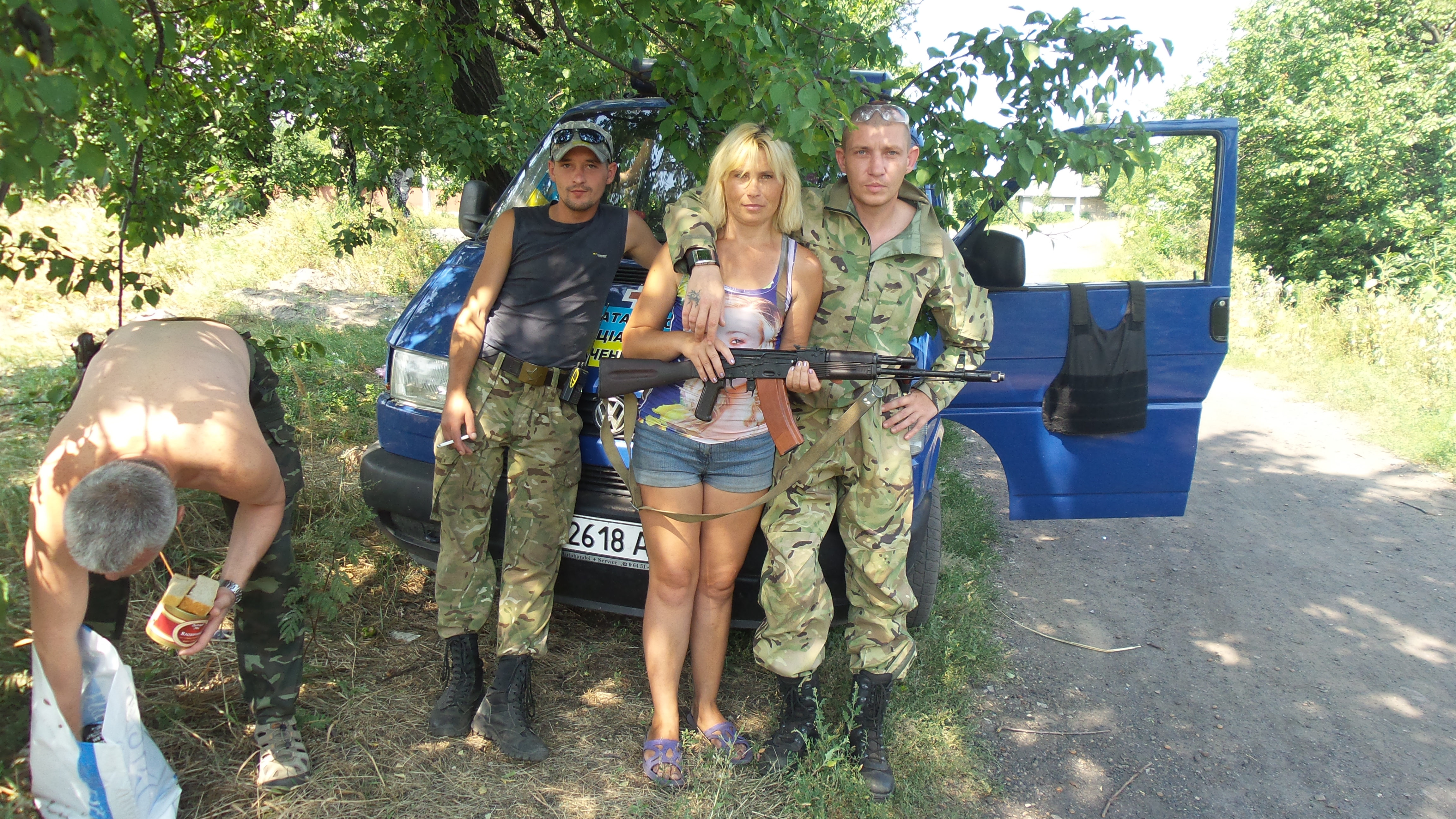
Tiểu đoàn Donbas chụp hình chung với người dân

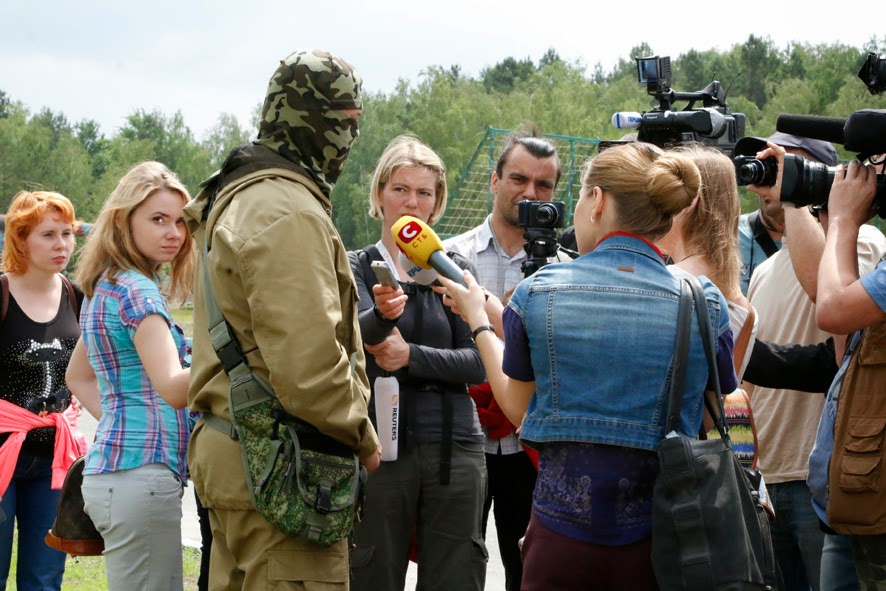
Phỏng vấn trước báo giới

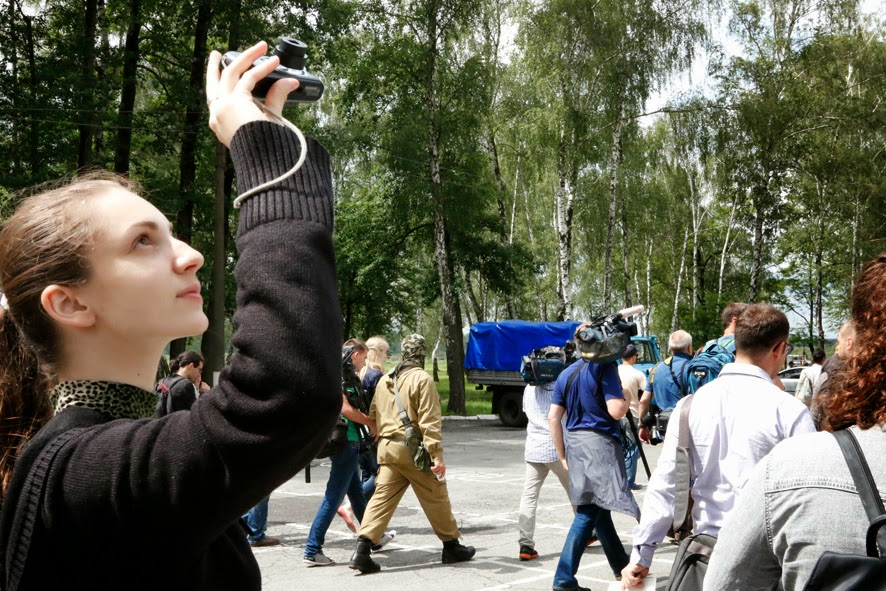
Quay phim về tiểu đoàn